# Économie lyonnaise
 (décembre 2019).
Si vous disposez d'ouvrages ou d'articles de référence ou si vous connaissez des sites web de qualité traitant du thème abordé ici, merci de compléter l'article en donnant les références utiles à sa vérifiabilité et en les liant à la section « Notes et références ».

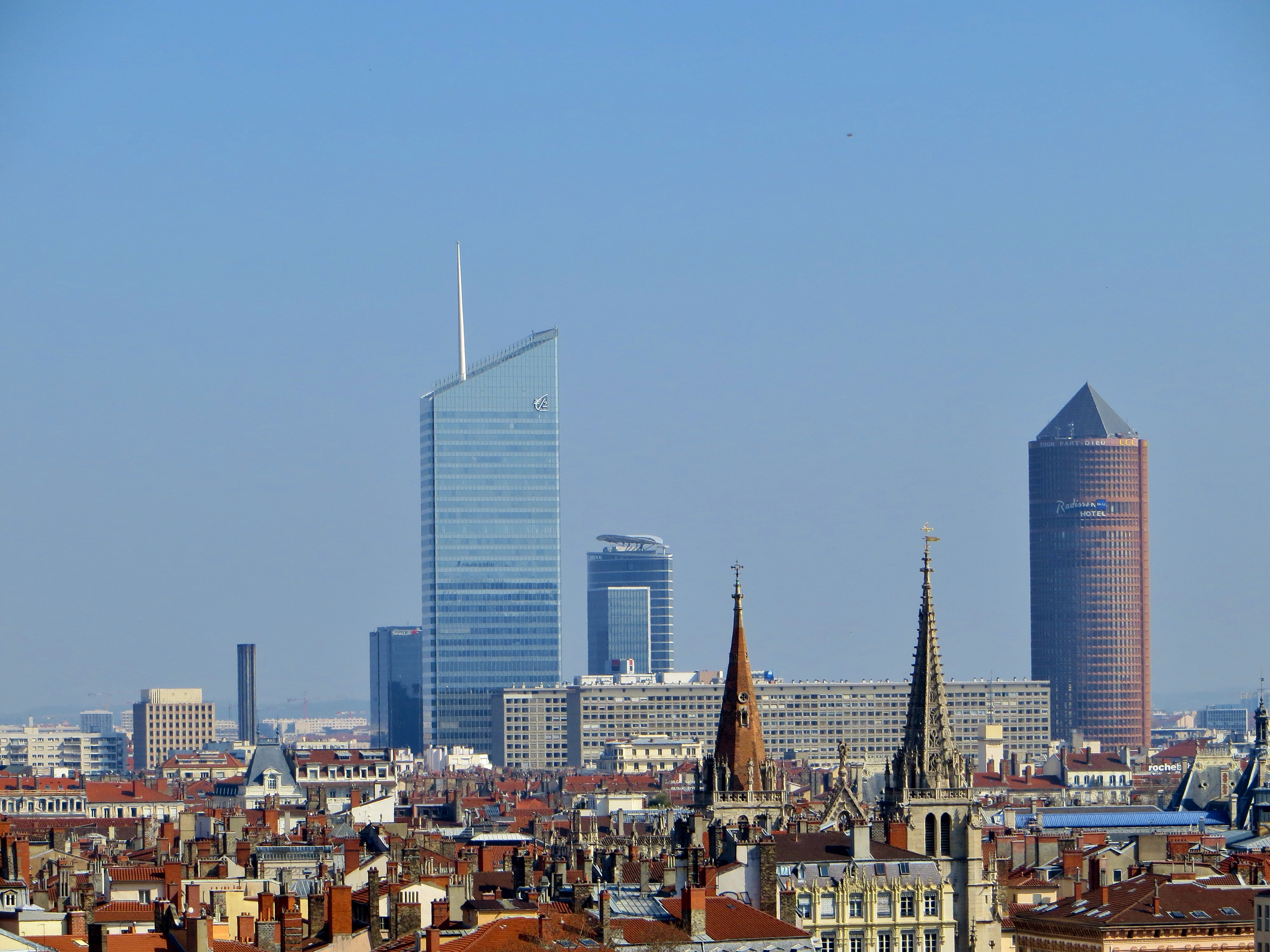
Le quartier d'affaires de la Part-Dieu.

Lyon et sa région représentent le deuxième grand pôle de développement de France. Lyon tient une place prépondérante dans l'économie d'Auvergne-Rhône-Alpes.

## Institutions
La ville de Lyon travaille en partenariat avec les acteurs publics locaux pour faciliter la création et l'installation des entreprises sur son territoire, l'Agence de développement économique de la région lyonnaise (ADERLY), la chambre de commerce et d'industrie de Lyon et le Grand Lyon.
La marque OnlyLyon est créée par les principaux partenaires et institutions économiques de la métropole lyonnaise afin d'assurer sa promotion à l'international.
Lyon est  aussi le siège de la chambre de commerce et d'industrie de région Auvergne-Rhône-Alpes.

## Position internationale et statistiques économiques
La métropole lyonnaise en 2014 recueille 950 sièges d'entreprises et d'administrations de plus de 100 salariés. Elle abrite 74 300 emplois au sein d'entreprises à capitaux étrangers. Selon le classement de l'attractivité des villes d'IBM Institute for Business Value de 2013, Lyon est à la 17e place mondiale et à la 7e place européenne.

## Historique
La ville de Lyon a toujours été une ville avec une culture de la création d'entreprises.

### Tradition commerciale
La ville a bâti son développement sur les activités commerciales et financières, aujourd'hui[Quand ?] encore cette tradition est de mise (Crédit lyonnais, April, etc.). Les foires et l'implantation de banquiers italiens à la Renaissance permirent une croissance de la ville.

### Tradition manufacturière
La région lyonnaise a une tradition de manufactures textiles. Le commerce de la soie et le traitement de celle-ci entraînèrent un savoir-faire textile qui devint une activité de choix au XVIIIe siècle. L'industrialisation du XIXe siècle contribua à la naissance de l'image traditionnelle du canut.
La tradition manufacturière est toujours fortement présente dans la ville de Lyon notamment au niveau des nouveaux textiles, des transports et de la chimie/pharmacie.

### Tradition d'innovation sociale
Les problèmes sociaux liés aux transformations économiques ont trouvé différents traitements. Certaines réponses furent proposées par les ordres religieux (Pauline Jaricot, Le Prado...). 
Cette tradition d'action sociale conjuguée au dynamisme économique a continué avec les nombreuses ONG nées à Lyon (Equilibre, Handicap International...)

## Les secteurs d'activités

### Agriculture
La région autour de Lyon a une culture maraîchère. Les spécialités gastronomiques lyonnaise joue aussi dans ce secteur avec par exemple le Saint-marcellin.

### Industries

#### Industrie mécanique
La région lyonnaise accueille aujourd'hui[Quand ?] de nombreuses usines spécialisée dans la mécanique avec des enseignes telles que Renault Trucks (Lyon est le siège de Renault trucks qui est le fer de lance du pôle de compétitivité Lyon Urban Truck & Bus), BSH Hausgeräte, Seb, etc.

#### Chimie
La chimie est le secteur industriel par excellence dans la région lyonnaise. Le secteur chimique s'est développé au XIXe siècle en lien avec le textile et plus particulièrement avec la soie. Les premières industries chimiques apparaissent dans le secteur de la teinture, notamment autour des usines du soyeux Joseph Gillet.
Aujourd'hui[Quand ?] les industries chimiques sont concentrées dans le couloir de la chimie, ce secteur abrite de nombreux leaders dans ce domaine tels que Arkema, Ciba, Rhodia, la raffinerie Total de Feyzin, Air liquide, etc.

#### Textile
Lyon est encore un leader dans les textiles nouveaux, et ce secteur fait partie d'un pôle de compétitivité d'ampleur internationale : Techtera[source insuffisante].

#### Pharmacie, santé
C'est un domaine très présent à Lyon, avec des entreprises telles que Sanofi Pasteur, Merial, BioMerieux, Bayer, Boiron, Aguettant, etc.

#### Équipement sportif
Avec Babolat, installé à Gerland, Lyon possède une entreprise leader sur le marché de la raquette de tennis. Très présente à l'international, où elle réalise 80 % de ses ventes, elle est le numéro un mondial des cordages de raquette et le numéro deux des ventes de raquettes entières en 2014.

### Tertiaire, services

#### Ingénierie
Lyon est un pôle d'ingénierie nucléaire reconnu[Par qui ?] avec des entreprises telles qu'Areva. La vallée du Rhône est l'une des régions les plus riches en centrales nucléaires au monde[réf. nécessaire].

#### Informatique
De nombreuses entreprises du secteur sont implantées à Lyon (IBM, Cegid, Hewlett-Packard).
La Région lyonnaise a réuni sous un seul et même nom la plupart des entreprises du secteur présentes à Lyon : Lyon Game. Un grand nombre de marques de jeu vidéo sont implantées à Lyon telles que le siège européen de Electronic Arts.

### Organisations internationales
- Centre international de recherche sur le cancer (CIRC), dépendant de l'OMS (années 1960)
- Interpol (1989)

### Autres
- EUREXPO  accueille des grands salons, comme Pollutec, Sirha (métiers de bouche), Piscine Global.
- Le laboratoire P4 Jean Merieux.

#### Sur l'histoire économique de Lyon
- Michel Laferrère, « Généalogie des industries lyonnaises », L'archéologie industrielle ; n° 54, juin 2009, p. 8-14
- Gerland, des ateliers de la Mouche au pôle mondial des biotechnologies, Bulletin de liaison - Sauvegarde et embellissement de Lyon; n°108, avril 2015
- Roland Racine, Lyon industriel, éd. Sutton, 2014,  (ISBN 978-2-8138-0847-9)